# 愛灣

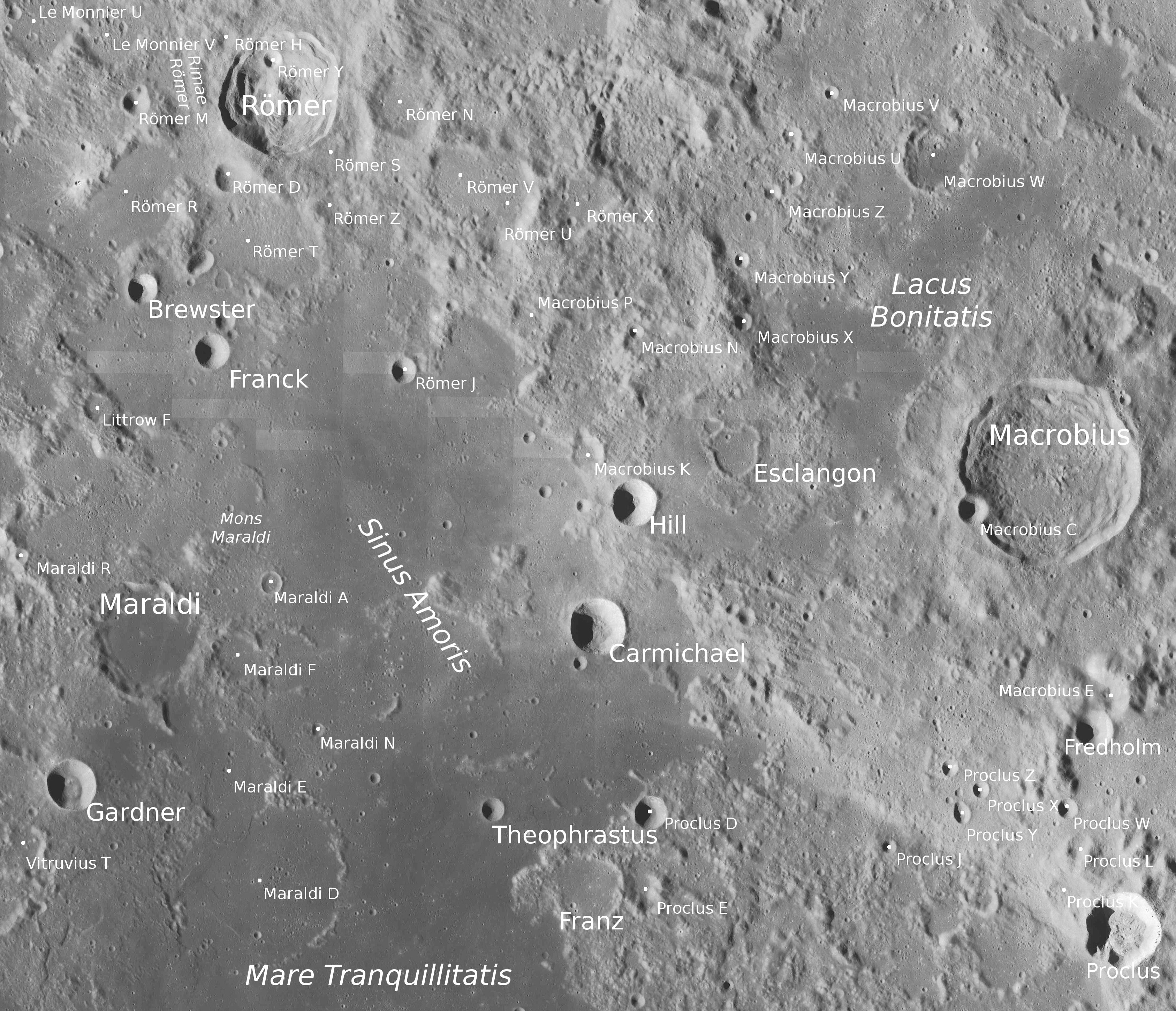
区域图

爱湾（拉丁語：Sinus Amoris）是月球静海东北的一处小月海区。大小为200-300公里，中心月面坐标为19°54′N 37°18′E / 19.9°N 37.3°E。其名称首次出现在1974年出版的美国军事测绘局为美国宇航局绘制的月图上，1976年被国际天文学联合会批准采纳。
爱湾西南与静海相连，东北毗邻仁慈湖、东南与睡沼接壤，北面则横亘着金牛山脉。
由于复杂的地形，加之其幽暗的表面有时被年轻撞击坑的明亮溅射物遮敝，所以，爱湾的起始边界尚不清楚，北面有罗默陨石坑和卡迈克尔陨石坑；东侧是希尔陨石坑；东南为普罗克洛斯陨石坑。

## 描述
截止2015年位于爱湾的撞击坑中，已命名的有马拉尔第陨石坑、卡迈克尔陨石坑、加德纳陨石坑、弗兰克陨石坑、布儒斯特陨石坑、泰奥弗拉斯托斯陨石坑和琉善陨石坑。其中第一座已被熔岩填塞，其它的只是在熔岩覆盖后才出现。此外，月湾中有还有卫星坑和无名坑，有些业已损毁且几乎完全被熔岩掩埋，特别是直径66公里的卫星坑"马拉尔第 D"和数座无名陨坑，在月湾中只残留下一些壁塔。
爱湾南面坐落着伊萨姆山，西北是马拉尔第山，月湾中火山穹丘较为密集。
爱湾表面位于月面基准高度下0.8-1.6公里，与静海周边区域大约处于同一水平面，但较澄海高出1.5公里。
依据月湾的南半部熔岩表面所覆盖撞击坑密度的评估，爱湾的地质年龄约为36亿年，相当于晚雨海世，接近雨海区的平均值。